# 유누스 (수라)
유누스는 꾸란의 10번째 수라(장)이다.
이 장의 1~20절에서는 하나님의 말씀을 계사받으며 우주의 섭리를 고찰하는 내용이 주를 이룬다.
이 장의 21~40절에서는 모든 선과 아름다움이 하나님으로부터 옴을 사람들이 이해 못한다고 하는 내용이 주를 이룬다.
| 이 전 앗 타우바 | 수라 10 (아랍어 원문) | 다 음 후드 (수라) |
| 1 2 3 4 5 6 7 8 9 10 11 12 13 14 15 16 17 18 19 20 21 22 23 24 25 26 27 28 29 30 31 32 33 34 35 36 37 38 39 40 41 42 43 44 45 46 47 48 49 50 51 52 53 54 55 56 57 58 59 60 61 62 63 64 65 66 67 68 69 70 71 72 73 74 75 76 77 78 79 80 81 82 83 84 85 86 87 88 89 90 91 92 93 94 95 96 97 98 99 100 101 102 103 104 105 106 107 108 109 110 111 112 113 114 |                       |                   |